# Heterodera delvii
Heterodera delvii é um nematódeo patógeno de plantas. Algumas hospedeiras da espécie são Eleusine coracana e o milho (Zea mays).